# Grzymały Szczepankowskie
Grzymały Szczepankowskie est un village de Pologne, situé dans la gmina de Łomża, dans le Powiat de Łomża, dans la voïvodie de Podlachie.

## Source
- (en) Cet article est partiellement ou en totalité issu de l’article de Wikipédia en anglais intitulé « Grzymały Szczepankowskie » (voir la liste des auteurs).